# Georg, Prinț de Schaumburg-Lippe
Georg, Prinț de Schaumburg-Lippe (10 octombrie 1846 – 29 aprilie 1911) a fost conducător al micului principat de Schaumburg-Lippe.

## Biografie
S-a născut la Bückeburg ca fiul cel mare al lui Adolf I, Prinț de Schaumburg-Lippe și a soției acestuia, Prințesa Hermine de Waldeck și Pyrmont (1827–1910). A succedat ca Prinț de Schaumburg-Lippe după decesul tatălui său la 8 mai 1893 și a domnit până la moartea sa la 29 aprilie 1911 la Bückeburg. La rândul său a fost succedat de fiul său Adolf al II-lea.

### Căsătorie și copii
Georg s-a căsătorit la 16 aprilie 1882 la Altenburg cu Prințesa Marie Anne de Saxa-Altenburg, o fiică a Prințului Moritz de Saxa-Altenburg. Ei au avut nouă copii:
- Prințul Adolf al II-lea (1883–1936)
- Prințul Moritz Georg (1884–1920)
- Prințul Peter (1886-1886)
- Prințul Wolrad (1887–1962)
- Prințul Stephan (1891–1965)
- Prințul Heinrich (1894–1952)
- Prințesa Margaretha (1896–1897)
- Prințul Friedrich Christian (1906–1983)
- Prințesa Elisabeta (1908–1933)

Cu ocazii celebrării nunții de argint în 1907, împăratul Wilhelm al II-lea le-a făcut cadou lui Georg și Marie Anne reședința ancestrală a familiei, castelul Schaumburg. Castelul a fost controlat de Hohenzollern încă de când bunicul lui Georg s-a situat de partea austriecilor în 1866 în războiul austro-prusac. Cadoul a fost de asemenea menit să fie o recunoaștere a susținerii lui Georg în disputa asupra succesiunii la tronul Lippe-Detmold.